# Karla Avelar
Karla Avelar (1978) é uma ativista salvadorenha de direitos de transgêneros. Ela é diretora executiva da Comcavis Trans.

## Biografia
Karla recebeu várias ameaças de morte e sobreviveu a tentativas de assassinato. A primeira tentativa de assassinato em sua vida foi em 1992, quando ela era adolescente, situação na qual ela foi capaz de desarmar seu agressor que portava um revólver.

## Trabalho
Em 2008, a Karla Avelar fundou a organização de apoio a transgêneros chamada Comcavis Trans. Essa associação que foi criada como uma resposta às necessidades sentidas pelas mulheres trans que participam em vários grupos de apoio para pessoas com HIV e que se sentiam discriminadas e não representadas, e que não tinham acesso às informações necessárias para lidar com sua situação.

## Prêmios
Karla foi finalista do Prêmio Martin Ennals para Defensores de Direitos Humanos no ano de 2017.